# Tom Clancy’s Splinter Cell: Essentials
Tom Clancy's Splinter Cell: Essentials ist der vierte Teil der Stealth-Spielserie Splinter Cell, der 2006 exklusiv für die PlayStation Portable erschien. Er wurde wie der Vorgänger Chaos Theory von Ubisoft Montreal entwickelt und von Ubisoft veröffentlicht.
Splinter Cell: Essentials greift die Handlung von Splinter Cell: Double Agent auf. Der amerikanische Agent Sam Fisher besucht das Grab seiner Tochter, die bei einem Autounfall ums Leben kam. Am Grab wird er von der Polizei verhaftet, des Mordes an seinem Vorgesetzten Irving Lambert angeklagt und anschließend verhört. In dem Verhör erzählt Fisher von verschiedenen Ereignissen aus der Vergangenheit, die schließlich zum Tod Lamberts führten. Die von ihm beschriebenen Ereignisse stellen die Missionen dar, die der Spieler bewältigen muss.
Das Spiel erhielt wesentlich schlechtere Kritiken als die Vorgänger. Vor allem die Steuerung und der Mehrspieler-Modus wurden stark bemängelt.

## Spielprinzip
Das Spielprinzip von Splinter Cell: Essentials ist im Wesentlichen identisch mit dem der Vorgänger. Der Spieler übernimmt die Kontrolle über den Geheimagenten Sam Fisher, der verschiedene Missionen bestreitet. Fisher ist bei diesen Missionen zwar bewaffnet, den Schwerpunkt stellt allerdings das Tarnen und das unentdeckte Bewegen dar. Daher sind die meisten Zielgebiete recht dunkel gehalten. Lichtquellen, z. B. Lampen, kann Fisher entweder deaktivieren oder zerschießen.

## Handlung
Als Sam Fisher am Grab seiner Tochter steht und ihr nachtrauert, wird er wegen terroristischer Verbrechen gegen die USA und ihre Bürger festgenommen. Die National Security Agency glaubt, dass Fisher wegen des Todes seiner Tochter verrückt geworden und deswegen auf die Seite der Terroristenorganisation John Brown's Army (JBA) gewechselt sei. Doch dann bemerkt Anna Grimsdóttir, eine langjährige Partnerin von Sam, dass einige NSA-Akten zu Fishers Nachteil gefälscht wurden. Zum Beispiel soll Sam die NSA und Lambert dafür verantwortlich gemacht haben, dass er in einem Einsatz durch amerikanische Truppen fast getötet wurde.
Als Fisher verhört wird, stellt die NSA fest, dass seine Fingerabdrücke auf der Waffe sind, mit der Lambert getötet wurde. Sam gelingt es zu fliehen und erklärt in einem Gespräch den einzigen, denen er trauen kann, seinen ehemaligen Partnern William Redding und Anna Grimsdottir, dass alles ein inoffizieller Undercover-Einsatz gewesen sei, von dem nur Lambert wusste. Fisher sollte die JBA infiltrieren und sie von innen heraus als Doppelagent zerstören. Um jedoch erst einmal in Kontakt mit der JBA kommen zu können, wurde er in das Staatsgefängnis von Ellsworth eingeschleust und damit beauftragt, mit dem JBA-Mitglied Jamie Washington zu fliehen. Die Infiltration der JBA gelang bis zu einem gewissen Punkt, an dem Fisher mit Lambert Kontakt per Telefon aufgenommen und das weitere Vorgehen besprochen hatte. Was Fisher erst zu spät merkte, war, dass der Sicherheitschef der JBA, Carson Moss, ein ehemaliger Mitarbeiter der internationalen Söldnerorganisation Displace International, das Gespräch mitgehört und zurückverfolgt hatte. Zwar gelang es Fisher, die Aufnahme zu finden und so zu verändern, dass seine Tarnung nicht länger gefährdet war, jedoch konnte er nicht ahnen, dass die JBA mittlerweile Lambert abgefangen und entführt hatten. In einem Akt des Misstrauens ließ der Anführer der Terroristenorganisation, Emile Dufraisne, Sam in einen Konferenzraum rufen und befahl ihm, ein letztes Mal seine Zugehörigkeit zur JBA unter Beweis zu stellen, indem er einen vermeintlichen Kontaktagenten der CIA tötet – Lambert.

## Entwicklungsgeschichte
Splinter Cell: Essentials kam am 17. Mai 2006 für die PlayStation Portable in den deutschen Handel. Die Handlung beginnt vor dem ersten Splinter Cell und zieht sich durch die drei bisher erschienenen Spiele bis hin zum Anfang des vierten Teils. Es gibt neun Hauptlevel und drei Bonusmissionen, welche mit einem Cheat aktiviert werden können.
Splinter Cell: Essentials benutzt, wie auch Splinter Cell und Splinter Cell: Pandora Tomorrow, die Unreal Engine 2.

## Rezeption

### Bewertung in Spielemagazinen
Juan Castros vom britischen Online-Magazin IGN lobt das Konzept von Splinter Cell: Essentials, das auch auf Konsolen viel Potenzial biete. Allerdings bemängelt er die schwache Umsetzung. Er kritisiert die Steuerung für ihre zu hohe Komplexität. Bei der Grafik bemängelt er matschige Texturen und im Vergleich zu den Vorgängern eine allgemein schwache optische Präsentation. Dafür berichtet er von häufigen Rucklern. Insgesamt bewertet er das Spiel als zu früh auf dem Markt erschienen, da es an vielen Stellen noch unfertig wirke.
Der Autor Matt Martin von Eurogamer bewertet das Spiel ähnlich. Er lobt zwar den Ansatz, Splinter Cell auf die PSP zu portieren, allerdings kritisiert er, dass das Spiel zu unausgereift sei. Einen Kritikpunkt stellt die Kameraführung dar, die es den Spielern häufig erschwere, sich in Räumen zu orientieren. Des Weiteren bemängelt er die Levelgestaltung, die zu dunkel sei, was sich gerade auf einem Spiel für mobile Konsolen negativ auswirkt. Sollte man versuchen, die Dunkelheit mithilfe des Nachtsichtgeräts auszugleichen, so müsse man starke Einbußen bei der Qualität der Umgebungstexturen akzeptieren.